# Амаранты
Амаранты (лат. Lagonosticta) — род птиц из семейства вьюрковых ткачиков, обитающих исключительно на Африканском континенте.

## Описание
Амаранты достигают длины от 10 до 12 см. Оперение большинства видов имеет участки от красного до тёмно-красного цвета. У нескольких видов этот цвет преобладает. Крылья часто бурого цвета. Почти у всех видов имеются белые или белёсо-розовые маленькие точечные пятна по бокам тела. Клювы у многих видов голубовато-серые с черноватой вершиной.
Самки окрашены обычно бледнее чем самцы, в окраске их оперения преобладает серый цвет.

## Виды
Выделяют 10 видов:
- Обыкновенный амарант (Lagonosticta senegala)
- Тёмно-красный амарант (Lagonosticta rubricata)
- Розовый амарант (Lagonosticta rhodopareia)
- Lagonosticta virata
- Lagonosticta sanguinodorsalis
- Lagonosticta umbrinodorsalis
- Чернобрюхий амарант (Lagonosticta rara)
- Крапчатый амарант (Lagonosticta rufopicta)
- Коричневый амарант (Lagonosticta nitidula)
- Масковый амарант (Lagonosticta larvata)